# Ramble On
Ramble On är en sång inspelad av den brittiska rockgruppen Led Zeppelin 1969 på albumet Led Zeppelin II. Robert Plant hämtar mycket till texten från Sagan om ringen. Första gången gruppen spelade låten live i sin helhet var vid återföreningskonserten 10 december 2007.